# الخوزقة في الأساطير والفنون
يشمل استعمال الخوزقة في الأساطير والفنون والآداب التمثيلات الأسطورية لها بوصفها طريقة للإعدام وتمثيلاتها الأخرى في اللوحات والمنحوتات وما شابه، وفي الفلكلور والحكايات التي ترتبط فيها الخوزقة بخصائص سحرية أو خارقة، واستعمال الخوزقة الزائفة من أجل المتعة.

## أوروبا

### مصاصو الدماء وغيرهم من الموتى الأحياء
إن فكرة أن مصاص الدماء «لا يُقتَل إلا إذا غرزت عصًا في قلبه» كانت شائعة في الخيال الأوروبي. تظهر هذه الفكرة في أمثلة كثيرة منها دراكولا الذي كتب عنه برام ستوكر، أو إذا أردنا مثالًا أحدث فهو بوفي قاتل مصاص الدماء وسلسلة توايلايت. في الفلكلور الأوروبي الكلاسيكي، كان يُعتَقَد أن من طرائق «قتل» مصاص الدماء، أو منع جثة من أن تقوم لتصبح مصاص دماء، هي بغرز عصًا خشبية في قلبها قبل الدفن. في قصة من القصص، مات فلّاح إستري اسمه يور غراندو ودُفن عام 1656. اعتُقِد أنه عاد من موته مصاص دماء، وأن رجلًا قرويًّا واحدًا على الأقل حاول أن يغرز عصًا في قلبه، ولكن محاولته أخفقت. ثمّ في عام 1672، قُطِع رأس الجثة، وانتهى الرعب الذي كان يسببه مصاص الدماء. ومع أن المفهوم الأوروبي الشرقي، ولا سيما السلافي (والروماني أيضًا) عن مصاص الدماء هو أشهَر المفاهيم في التقاليد الأوروبية، فإن تقاليد أخرى يمكن أن توجَد في بقية أنحاء أوروبا. يصور المفهوم الأوروبي الشرقي مصاص الدماء على أنه كائن ميت حيّ لا يمكن تدميره أو إصابته بالشلل إلا بالخوزقة. في اليونان، كان يسمّى الميت الحي الذي يسبب مشكلات «فريكولاكاس». تصف عالمة الآثار سوزان ماري كرونكيت قبرًا غريبًا وُجد في ميتيلين في ليسبوس، وهو أثر ربطه علماء الآثار بخرافة فريكولاكاس.
أما دروغر الشمالي، أو هاوغبوي (ساكن التل) فهو نوع من الموتى الأحياء عادةً (لكن ليس دائمًا) مرتبط بالذين دُفِنوا (زعمًا) في المقابر التلّيّة. الطرائق المعروفة لقتل الدروغر هي: «قطع رأسه وفصله عن جسده ووضعه تحت عجزه، أو خوزقة جسمه بعصًا أو بحرقه حتى يصير رمادًا».

ومع أنه في المفهوم الحديث عن مصاص الدماء يُنظَر إلى الوتَد على أنه وسيلة فعالة ضد الموتى الأحياء، فإن الناس في العصر الذي سبق العصر الحديث كان عندهم شكوك. يروي إدوارد بيسون إيفانز القصة التالية من مدينة كادان:
في عام 1337، كان راعي غنم قرب مدينة كادان يقوم من قبره كل يوم ويزور القرى ويرهب السكّان، يكلّم بعضهم كلامًا حسنًا ويقتل آخرين. وقُدر على كل من ارتبط به هذا الراعي أن يموت في ثمانية أيام ثم يهيم في الأرض مصاص دماء بعد موته. وفي محاولة لإبقائه في قبره، أُدخل خازوق في جسمه، فما كان منه إلا أن ضحك من هذه المحاولة الخرقاء لخوزقة شبح، وقال: «لقد أدّيتم إليّ خدمة عظيمة بإعطائكم إيّاي هذه العصا، أُبعِد بها الكلاب عندما أخرج وأمشي».

### المعالجة الأدبية للخوزقة
في رواية إيفو أندريك المسماة الجسر على درينا، وصفٌ تصويري للخوزقة العمودية لمتمرد صربي فعلتها به السلطات العثمانية. نال أندريك بعد ذلك جائزة نوبل للآداب لكل مشاركاته الأدبية، على أن هذه الرواية كانت أهم أعماله.

### نوادرالمخوزقين
تبقى بعض القصص التي تروي تصرفات وأقدار المخوزقين إذا صحّت، فريدةً في تاريخ الخوزقة. أول هذه القصص تُروى دلالة على فعالية الصلاة للقديس بربارة. في غابات بوهيميا في عام 1552 تقريبًا، كانت مجموعة من السارقين تجول تسلب المسافرين المسالمين وتقتلهم. نُظّمت عملية مطاردة، وقُبض على رئيس السارقين وحُكم عليه بالخوزقة. ومع أن واحدًا من مجموعته خُوزِق معه، ومات بيسر، فإن الرئيس لم يكن محظوظًا مثله. ظلّ الرئيس يومًا كاملًا يتلوّى على خازوقه، يتوسل أن يُقتَل، ولكن عبثًا. في تلك الليلة، وهو غارق في يأسه، صلّى للقديس بربارة صلاةً قال فيها إنّه حقًّا نادمٌ على كل أعمال الشر التي عملها في حياته، وأن كل ما يرجوه إنما هو التوبة إلى الله وأن يُرزَق حُسن الختام. وكان ما بدا أنه إجابة: كُسرت عصا الرجل، واستطاع بصعوبة شديدة أن يقلع الخازوق من جسمه. زحفًا على الطريق، أتى إلى منزل، وسُمع بكاؤه واستنجاده. سوعِد الرجل حتى يصل إلى سرير، وأُرسل في طلب كاهن. ثم أدّى رئيس السارقين السابق اعترافه على سرير الموت، باكيًا على حياته التي أساء استعمالها، ولكنه كان شاكرًا لله وللقديس بربارة. ثم مات في سلام، ويداه مطويتان على صدره.
يُقال إن حادثًا قديمًا، يُزعَم أنه قد شهده محرر «مجلة سيدات» حدث في الأفلاق في سبعينيات القرن الثامن عشر. كان موجودًا في أراد حين كان يُخوزَق فيها 27 سارقًا. وكان من الممنوع منعًا باتًّا سقاية المخوزقين أي ماء، ولكن الرحمة أخذت إحدى النساء بأحد السارقين، فأرسلت إليه ماءً في قدر. وفيما كانت هي تنظر إلى الناس خائفةً من أن يشعر بها أحد ويعرف رحمتها الممنوعة، ضرب السارق رأسها بالقدر، فقتلها في أرضها. يقطع المؤلف بأنه كان حاضرًا عندما سُئل السارق عن سبب فعله ذلك، فأجاب بأنه فعلها نزوةً، بلا سبب، جاءه شعور أنه يجب أن يقتلها في ذلك الزمان والمكان.

## الأمريكتان
في كولومبيا البريطانية، حُفظت قصة من الشعب الليلويتي، كانت الخوزقة في هذه القصة حدثًا محوريًّا. شكّ رجل في امرأته لأنها كانت تذهب كل يوم لتجمع الجذور ولحاء الشجر، ولكنها قلّما عادت إلى البيت ومعها شيء من ذلك. في أحد الأيام، تجسس الرجل على امرأته، فاكتشف أنها كانت تمرح مع الوشق، لا تفعل واجباتها الزوجية. في اليوم التالي، سألها أن يرافقها، وذهبا معًا إلى الغابة، وأتيا إلى شجرة شديدة الطول. تسلّق الرجل إلى قمة الشجرة، ووراءه زوجته تتبعه. ثم حدّ الرجل الغيور رأس الشجرة بسكينه، وخوزق زوجته به. وفي طريقه نزولًا، أزال لحاء الشجرة حتى أصبحت ملساء. بكت المرأة من ألمها وسمعا إخوتها. حاول الإخوة مع الحيوانات التي ساعدتهم أن يخلّصوها، ولكن الجذع كان شديد الملوسة فلا يستطيع أحد أن يتسلقه.  ثم اقترح الحلزون أن يساعدها، وتسلق الشجرة ببطء. ولكن واأسفا، كان الحلزون بطيئًا جدًّا، ولم يبلغ قمة الشجرة إلى والمرأة ميتة.
دارت حكايات في القرن السادس عشر بين القبائل المحيطة ببحيرة تيتيكاكا قبل حضور الإنكيين، عن مجموعة غامضة من الرجال البيض تسكن هناك، وكان طردهم بطريقة ما مرتبطًا بمولد الشمس. جمع مبشر إسباني في القرن السادس عشر حكاية تتكلم عن فردٍ اسمه تانوبا أو تاباك، وقد خوزقه الهنود حول بحيرة تيتيكاكا، وأقيم هنالك ضريح لإقامة ذكرى هذه الأحداث.

## شهادة الحلاج
حُكم على الصوفي المشهور عام 922 للميلاد بالإعدام بتهمة الكفر في بغداد، لقوله عبارات مثل «أنا الله». ولكن منفذي الحكم لم يستطيعوا تنفيذه، لأن الحلاج حام في الجو فوق منالهم. ثم رُفعت روح الحلاج إلى السماء، وتحادثت مع محمد نبي الإسلام، وسأل الحلاج النبي هل يسمح لهم أن يخوزقوه. أقرّ النبي علوّ المكانة الروحية للحلاج إلى درجة أن قوله «أنا الله»، كان حقًّا وصحيحًا، ولكن من أجل الناس العاديين، يجب أن يسمح لهم أن يخوزقوه، لأن مكانتهم الروحية كانت ستجعلهم يبتعدون عن الدين العملي إذا آمنوا بأقوال من مثل «أنا الله». ومن ثمّ، من أجل الحفاظ على دين الناس العاديين، مكّن الحلّاج الجنود منه حتّى خوزقوه.